# Пробач (Все мине)
Пробач (Все мине) — третій сингл українського гурту Друга Ріка з п'ятого студійного альбому Metanoia. Part 1, випущений у травні 2012 році.

## Музичний кліп
На підтримку синглу було відзнято та запущено у ротацію відеокліп . Режисером відеороботи є Аліна Діанова, а локацією для зйомок став бар «Тарантіно». У зйомках відео не приймав учать бас-гітарист гурту Віктор Скуратовський — оскільки зі слів прихильників, він на момент зйомок знаходився у США (саме там знімали попередній кліп на пісню Незнайомка) .

## Список композицій
| #  | Назва               | Тривалість |
| -- | ------------------- | ---------- |
| 1. | «Все мине (Пробач)» | 3:52       |

## Чарти
| Чарт (2012)                   | Позиція |
| ----------------------------- | ------- |
| Ukraine Top 40                | 12      |
| Top City & Country Radio Hits | 68      |
| European Official Top 100     | 100     |